# ムーンライト・タクシー
『ムーンライト・タクシー』は、1976年12月5日にRVC（現:ソニー・ミュージックレーベルズ）から発売された浅野ゆう子の10枚目のシングル。

## 解説
作詞は橋本淳、作曲は筒美京平による。
浅野の8枚目のシングル『セクシー・バス・ストップ』、および9枚目のシングル『ハッスルジェット』の延長線上となる楽曲でこの当時のアイドル・ポップスでは比較的珍しい、独特のダンサブルなフュージョン風のリズム・アレンジが用いられた曲調が特徴的である。

## 収録曲
- 両楽曲共に、作詞：橋本淳／作曲：筒美京平／編曲：筒美京平・萩田光雄・サディスティックス（高橋幸宏・高中正義・後藤次利・今井裕）[注 1]

1. ムーンライト・タクシー[3:33]
2. リンゴの心[3:13]

## 収録アルバム
ムーンライト・タクシー
- 『オー!ミステリー』（1977年7月5日／RVL-7028）
- 『YUKO IN DISCO（CD版）』（1999年7月23日／BVCK-38027）※本来のオリジナル・アナログ盤では未収録だったが、ボーナス・トラックとして特別収録
- 『浅野ゆう子 ヒット・コレクション』（1999年11月20日／BVCK-37026）
- 『GOLDEN☆BEST 浅野ゆう子 RCA/FUN HOUSE YEARS』（2005年4月20日／BVCK-38107）
- 『GOLDEN☆BEST limited 浅野ゆう子 筒美京平を歌う』（2011年7月30日／DYCL-259）

リンゴの心
- 『オー!ミステリー』（1977年7月5日／RVL-7028）
- 『YUKO IN DISCO（CD版）』（1999年7月23日／BVCK-38027）※本来のオリジナル・アナログ盤では未収録だったが、ボーナス・トラックとして特別収録
- 『GOLDEN☆BEST limited 浅野ゆう子 筒美京平を歌う』（2011年7月30日／DYCL-259）

## その他カバー
日本
- LA.ソウル・ドライバーズ（1977年） - シングル「ムーンライト・タクシー／セクシー・バス・ストップ」収録。実質的には浅野が歌唱した同曲をほぼそのままインストゥルメンタル・バージョンに置き換えたもの。
- C.C.O.（獅子王）（1977年） - シングル「ムーンライト・タクシー」収録。作詞は浅野版同様、橋本淳が手掛けているが、歌詞の内容は大きく異なる。

海外
- 欧陽菲菲（1977年） - 「嘿嘿!計程車」というタイトルで台湾語でカバーしている。